# Let Them All Talk
Let Them All Talk ist eine Tragikomödie von Steven Soderbergh, die am 10. Dezember 2020 in das Programm von HBO Max aufgenommen wurde.

## Handlung

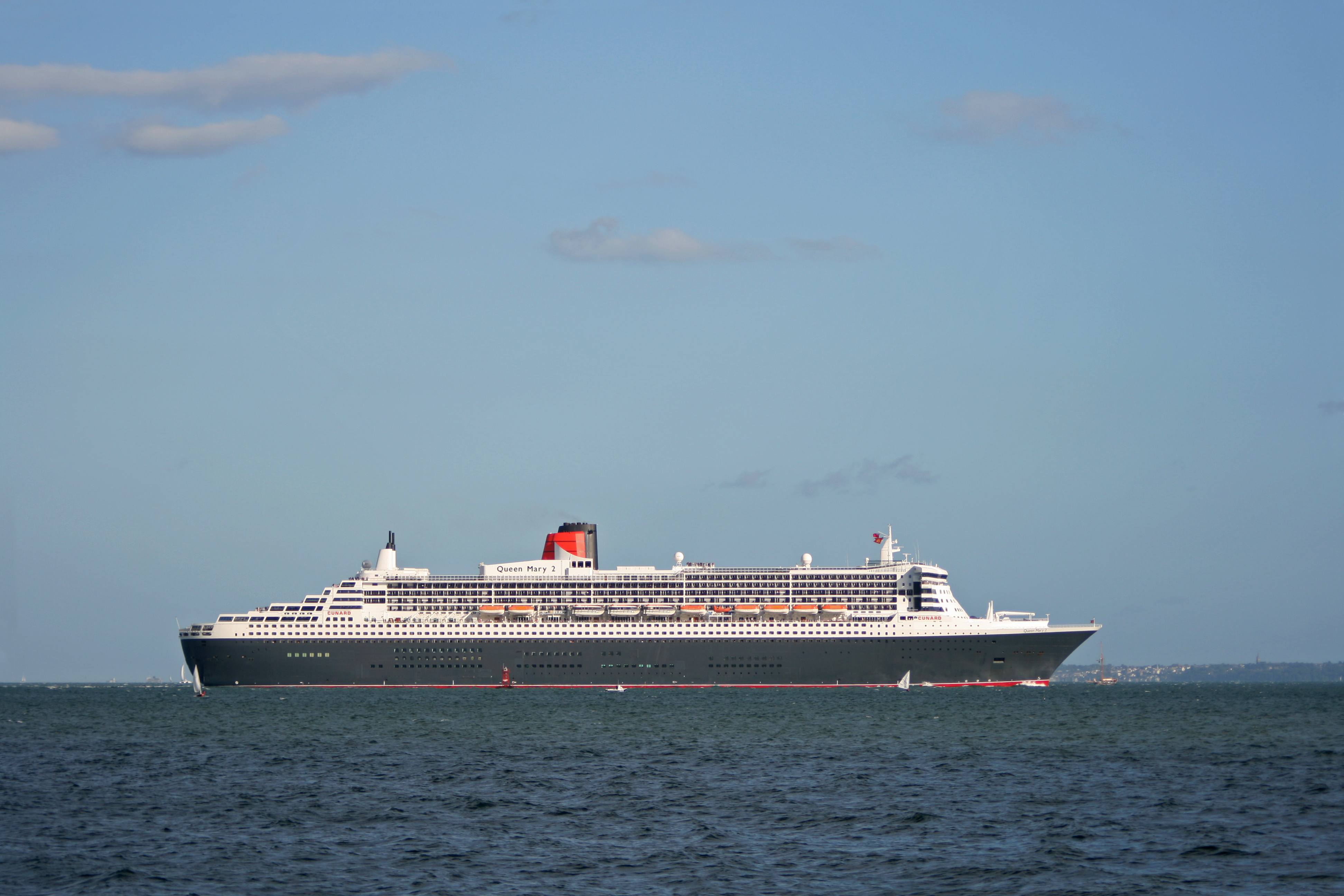
Die Dreharbeiten fanden im August 2019 an Bord des Transatlantikliners Queen Mary 2 statt

Die berühmte US-Schriftstellerin Alice Hughes soll mit dem renommierten britischen Footling-Preis ausgezeichnet werden. Da sie hierfür irgendwie zur Verleihungszeremonie nach England gelangen muss, aber nicht fliegen will, kommt ihre Agentin Karen auf die Idee, die Fahrt über den Atlantik auf einem Luxusliner zu unternehmen. Sie haben eine Suite auf der Queen Mary 2 gebucht, ein Transatlantikliner, der sie von New York nach Southampton bringen soll. Sie werden von Alices Neffen Tyler sowie von Susan und Roberta begleitet, zwei ihrer langjährigen Freundinnen aus Studienzeiten, die sie allerdings lange nicht mehr gesehen hat. Susan arbeitet als Strafverteidigerin in Seattle, Roberta verkauft in Dallas Dessous.
An Bord befindet sich ein weiterer Schriftsteller, der Mystery-Autor Kelvin Kranz, der noch bekannter ist als Alice. Während Alice ständig versucht ist, diesem Ratschläge zu erteilen, will Karen herausbekommen, um was es in dem Buch geht, das ihre neue Klientin einem überall kursierenden Gerücht nach gerade schreibt. Nur zu gerne würde sie Alice bei dem kreativen Prozess beobachten. Daher setzt sie Tyler auf seine Tante an, um diese auszuspionieren. Der allerdings hat begonnen, sich in Karen zu verlieben.

## Produktion
Regie führte Steven Soderbergh, wie im August 2019 bekannt wurde. Er fungierte auch als Kameramann, während Deborah Eisenberg das Drehbuch schrieb. Ebenfalls im August 2019 wurden in New York auch die Dreharbeiten begonnen. Sie fanden während einer zweiwöchigen Überfahrt an Bord des Transatlantikliners Queen Mary 2 statt.
Meryl Streep übernahm die Hauptrolle und spielt Alice Hughes. Die Rolle ihrer Literaturagentin Karen besetzte Soderbergh mit Gemma Chan, die ihres Neffen Tyler mit Lucas Hedges. Candice Bergen und Dianne Wiest spielen Alices alte Freundinnen Roberta und Susan. Dan Algrant ist in der Rolle des Schriftstellers Kelvin Kranz zu sehen, der sich ebenfalls an Bord befindet.
Die Filmmusik komponierte Thomas Newman. Das Soundtrack-Album mit insgesamt 13 Musikstücken wurde am 18. Dezember 2020 von WaterTower Music als Download veröffentlicht.
Mitte November 2020 wurde der erste Trailer vorgestellt. Am 10. Dezember 2020 wurde der Film in das Programm von HBO Max aufgenommen.

## Rezeption

### Altersfreigabe
In den USA erhielt der Film von der MPAA ein R-Rating, was einer Freigabe ab 17 Jahren entspricht.

### Kritiken
Der Film konnte bislang 88 Prozent aller bei Rotten Tomatoes erfassten Kritiker überzeugen und erhielt hierbei eine durchschnittliche Bewertung von 7,2 der möglichen 10 Punkte.

### Auszeichnungen
Artios Awards 2021
- Nominierung in der Kategorie Independent-Film – Komödie[8]